# Bangeweer
Bangeweer is een oude streeknaam in de gemeente Groningen. De streek ligt tussen de spoorlijn Groningen - Leeuwarden, de Zuiderweg in Hoogkerk en de Peizerweg.
Bangeweer ligt op een zandopduiking langs de Zuiderweg waarop ook Hoogkerk ontstaan is en die onderdeel vormt van de Pleistocene Rug van Tynaarlo. De naam is een jongere vorm van 'Bawingewere' (oorkonde 1379), een naam die opgebouwd is uit de mansnaam 'Bawa' (of 'Bavo'), de genitivus pluralis -inga en 'weer' en staat voor 'grondbezit van de mensen van Bawe'. De schoolmeester van Hoogkerk dacht er in 1828 anders over en verklaarde de naam als zijnde een toevluchtsoord voor bange mensen in geval van overstromingen. Vroeger liep het Eelderdiep of een tak hiervan langs de hoogte. Op de hoogte stond vroeger de gelijknamige boerderij Bangeweer.
Bangeweer is lang een open stuk gebleven tussen de stad en Hoogkerk. Een deel van de streek, in de polder de Verbetering, was in gebruik als vloeiveld voor de suikerfabriek van de Suikerunie. De laatste jaren wordt de streek echter vanaf de randen volgebouwd. Bij Hoogkerk door de nieuwbouwwijk Ruskenveen, aan de zijde van de stad door de nieuwe wijkjes Peizerhoven en Peizerhoeve.
De zwemplas Bakkersgat (een voormalige zandafgraving) is onderdeel van deze streek. Deze staat tegenwoordig bekend als Ruskeveenseplas.